# Diócesis de Morogoro
La diócesis de Morogoro (en latín: Dioecesis Morogoroensis, en inglés: Roman Catholic Diocese of Morogoro y en suajili: Jimbo Katoliki la Morogoro) es una circunscripción eclesiástica latina de la Iglesia católica en Tanzania. Se trata de una diócesis latina, sufragánea de la arquidiócesis de Dar es-Salam. Desde el 31 de mayo de 2021 su obispo es Lazarus Vitalis Msimbe, de la Sociedad del Divino Salvador. 

## Territorio y organización
La diócesis tiene 33 186 km² y extiende su jurisdicción sobre los fieles católicos de rito latino residentes en parte de las regiones de Morogoro y Pwani.
La sede de la diócesis se encuentra en la ciudad de Morogoro, en donde se halla la Catedral de San Patricio.
En 2025 en la diócesis existían 55 parroquias.

## Historia
El vicariato apostólico de Zanguebar Central fue erigido el 11 de mayo de 1906 mediante el decreto Ex officio de la Congregación de Propaganda Fide, obteniendo el territorio del vicariato apostólico de Zanzíbar Septentrional (hoy arquidiócesis de Nairobi).
El 21 de diciembre de 1906 cambió su nombre a vicariato apostólico de Bagamoyo mediante el decreto Cum in generalibus de la Congregación de Propaganda Fide.
El 13 de septiembre de 1910 cedió una parte de su territorio para la erección del vicariato apostólico de Kilimanjaro (hoy diócesis de Moshi) mediante el breve In hoc summo del papa Pío X.
El 28 de enero de 1935 cedió otra parte de su territorio para la erección de la prefectura apostólica de Dodoma (hoy arquidiócesis de Dodoma) mediante la bula Romani Pontificis del papa Pío XI.
El 25 de marzo de 1953 el vicariato apostólico fue elevado a diócesis con el nombre actual, mediante la bula Quemadmodum ad Nos del papa Pío XII.
El 7 de marzo de 2025 cedió una porción de su territorio para la erección por el papa Francisco de la diócesis de Bagamoyo.

## Estadísticas
Según el Boletín de la Santa Sede del 7 de marzo de 2025, la diócesis tenía a principios de 2025 un total de 680 435 fieles bautizados.
| Año                                                                             | Población            | Población | Población      | Sacerdotes | Sacerdotes    | Sacerdotes    | Bautizados por sacerdote | Diáconos permanentes | Religiosos | Religiosos | Parroquias |
| Año                                                                             | Bautizados católicos | Total     | % de católicos | Total      | Clero secular | Clero regular | Bautizados por sacerdote | Diáconos permanentes | Varones    | Mujeres    | Parroquias |
| ------------------------------------------------------------------------------- | -------------------- | --------- | -------------- | ---------- | ------------- | ------------- | ------------------------ | -------------------- | ---------- | ---------- | ---------- |
| 1950                                                                            | 85 256               | 400 000   | 21.3           | 63         | 5             | 58            | 1353                     |                      | 2          | 32         |            |
| 1970                                                                            | 181 888              | 673 869   | 27.0           | 79         | 21            | 58            | 2302                     |                      | 72         | 187        |            |
| 1980                                                                            | 234 134              | 853 000   | 27.4           | 61         | 40            | 21            | 3838                     |                      | 25         | 232        | 40         |
| 1990                                                                            | 305 127              | 1 046 480 | 29.2           | 76         | 45            | 31            | 4014                     |                      | 39         | 481        | 54         |
| 1999                                                                            | 502 600              | 1 070 706 | 46.9           | 114        | 67            | 47            | 4408                     |                      | 190        | 462        | 51         |
| 2000                                                                            | 435 777              | 1 070 706 | 40.7           | 108        | 63            | 45            | 4034                     |                      | 215        | 363        | 53         |
| 2001                                                                            | 465 349              | 1 070 706 | 43.5           | 111        | 64            | 47            | 4192                     |                      | 243        | 440        | 54         |
| 2002                                                                            | 498 920              | 1 225 851 | 40.7           | 96         | 68            | 28            | 5197                     |                      | 155        | 487        | 53         |
| 2003                                                                            | 518 877              | 1 274 885 | 40.7           | 125        | 73            | 52            | 4151                     |                      | 234        | 550        | 53         |
| 2004                                                                            | 534 443              | 1 313 131 | 40.7           | 126        | 74            | 52            | 4241                     |                      | 150        | 523        | 53         |
| 2013                                                                            | 680 907              | 1 665 742 | 40.9           | 138        | 80            | 58            | 4934                     |                      | 303        | 736        | 57         |
| 2016                                                                            | 690 806              | 1 596 000 | 43.3           | 169        | 83            | 86            | 4087                     |                      | 403        | 645        | 59         |
| 2019                                                                            | 735 570              | 1 738 225 | 42.3           | 177        | 84            | 93            | 4155                     |                      | 444        | 691        | 63         |
| 2021                                                                            | 778 100              | 1 838 700 | 42.3           | 179        | 86            | 93            | 4346                     |                      | 444        | 691        | 63         |
| 2023                                                                            | 826 020              | 1 952 880 | 42.3           | 180        | 86            | 94            | 4589                     |                      | 502        | 721        | 76         |
| 2025                                                                            | 680 435              | 1 747 982 | 38.9           | 389        | 113           | 276           | 1749                     |                      |            | 15         | 55         |
| Fuente: Catholic-Hierarchy, que a su vez toma los datos del Anuario Pontificio. |                      |           |                |            |               |               |                          |                      |            |            |            |

## Episcopologio
- François-Xavier Vogt, C.S.Sp. † (25 de julio de 1906-19 de mayo de 1923 nombrado vicario apostólico de Camerún)
- Bartholomew Stanley Wilson, C.S.Sp. † (4 de enero de 1924-23 de mayo de 1933 nombrado vicario apostólico de Sierra Leona)
- Bernhard Gerhard Hilhorst, C.S.Sp. † (26 de febrero de 1934-12 de diciembre de 1953 renunció[8])
- Herman Jan van Elswijk, C.S.Sp. † (18 de julio de 1954-15 de diciembre de 1966 renunció[nota 1])
- Adriani Mkoba † (15 de diciembre de 1966-6 de noviembre de 1992 renunció)
- Telesphore Mkude (5 de abril de 1993-30 de diciembre de 2020 retirado)
- Lazarus Vitalis Msimbe, S.D.S., desde el 31 de mayo de 2021[nota 2]